# Kallima philarchus
Kallima philarchus är en fjärilsart som beskrevs av John Obadiah Westwood 1848. Kallima philarchus ingår i släktet Kallima och familjen praktfjärilar. Inga underarter finns listade i Catalogue of Life.

## Bildgalleri

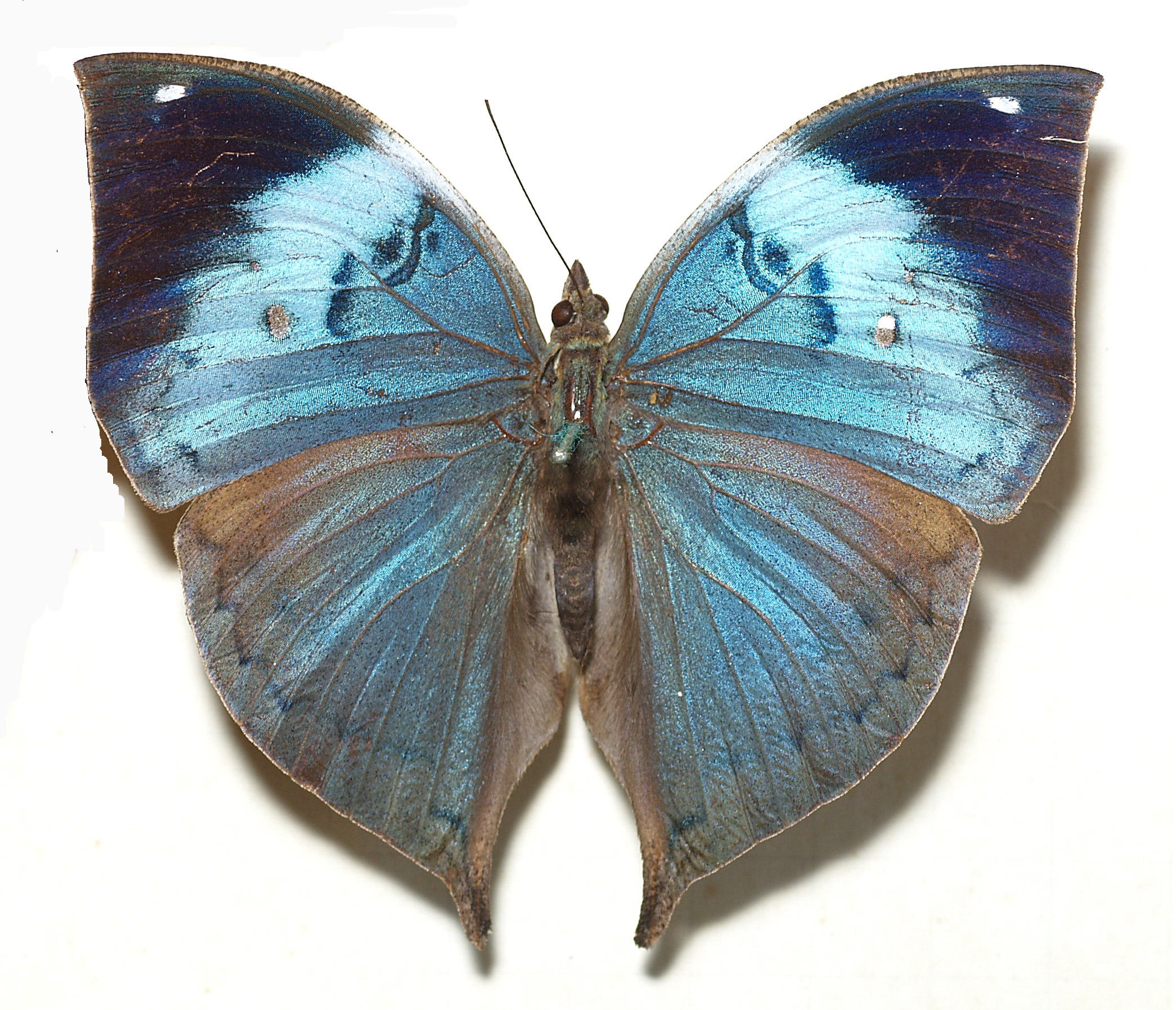